# Carlos Alberto Sicupira
Carlos Alberto da Veiga Sicupira (Río de Janeiro, 1 de mayo de 1948) es un empresario brasileño. También conocido como Beto Sicupira, es el cuarto hombre más rico de Brasil y el 124.º del mundo, según la revista Forbes, actuando en varios sectores, principalmente en los sectores de bebidas.

## Biografía
Nacido en Río de Janeiro, junto con sus compañeros de inversiones Jorge Paulo Lemann y Marcel Herrmann Telles, el trio de brasileños son socios de la compañía belga-brasileña Anheuser-Busch Inbev, la mayor cervecera del mundo, dueña del 25% del mercado global y además de ser una de las 5 mayores empresas del mundo de productos de consumo y de la 3G Capital, que juntos con Warren Bufett, son socios de las empresas Burger King y Heinz.
La empresa emplea aproximadamente a 116.000 personas en más de 30 países. En 2009 AB Inbev registró un logro de 4,613 mil millones de dólares. 
Además de actuar en el sector de bebidas, Carlos Alberto Sicupira y sus compañeros también controlan las Tiendas Americanas, empresa brasileña del segmento de varejo fundada en 1929 que cuenta, actualmente, con más de 1100 establecimientos de ventas en 27 estados de Brasil y también en el Distrito Federal.
El año 2000, la familia Sicupira creó la Fundación Brava, que invierte en proyectos de mejoría de la gestión pública y de ONGs. Junto con sus socios y amigos Jorge Paulo Lemann y Marcel Herrmann Telles, él es uno de los líderes de la Fundación Estudar, vuelta al desarrollo de liderazgos.
En 2011, Carlos Alberto Sicupira fue considerado por la revista Forbes la 6ª persona más rica de Brasil y la 176ª del mundo, con una fortuna evaluada en US $5,5 mil millones. En 2013, Carlos Alberto Sicupira fue considerado, nuevamente, por la revista Forbes la 8ª persona más rica de Brasil, con una fortuna de R$ 16,78 mil millones.
En agosto de 2014, Carlos Alberto Sicupira fue considerado por la revista Forbes la 4ª persona más rica de Brasil.
Listado en 2016 entre los 70 mayores billonarios de Brasil por la revista Forbes.
En 2017, Sicupira y sus socios controladores en la São Carlos Empreendimentos e Participações, Jorge Paulo Lemann y 
Marcel Telles, transfirieron 30.751.241 acciones de emisión de la compañía a sus herederos y sucesores legales.